# Horsö (Brändö, Åland)
Horsö är en halvö i Åland (Finland). Den ligger i den östra delen av landskapet, 70 km nordost om huvudstaden Mariehamn. Horsö ligger på ön Brändö.